# Dendrolimus
Genre
Dendrolimus est un genre d'insectes lépidoptères appartenant à la famille des Lasiocampidae.

## Liste d'espèces
Selon BioLib (9 janv. 2014) :
- Dendrolimus arizanus (Wileman, 1910)
- Dendrolimus kikuchii Matsumura, 1927
- Dendrolimus pini (Linnaeus, 1758) - Bombyx du pin
- Dendrolimus punctatus (Walker, 1855)
- Dendrolimus superans (Butler, 1877)
- Dendrolimus taiwanus (Matsumura, 1932)